# 야마모토 세이치
야마모토 세이치(일본어: 山本精一、本名：山本篤宣, 1958-)는 일본의 음악가, 저술가, 화가이다.효고현 아마가사키시 출신. 간사이 대학 사회학과 졸업.

## 개요
아방팝의 최고 인물이라는 평을 받고 있지만 전위 예술이라는 카테고리로 가둘 수 없는 인물이다. 포크, 노이즈, 펑크, 트랜스, 실험음악, 즉흥 등 다양한 장르를 오가는 스타일로 어떤 팀에서 음악을 하는가에 따라 완전히 다른 연주를 들려준다.
세계적으로 알려진 보어덤스의 핵심 멤버로 86-92년까지 활동했다. 87년에는 오모이데하토바를 결성하는데 초기엔 포크록 스타일이었다. 88년에는 나침반을 93년에는 오토모 요시히데와 활동했고 95년부터는 카츠이 유지와 트랜스 음악의 선구적 밴드인 ROVO(aka 太陽の塔) 결성. 97년에 Ummo Records를 설립해 인디앨범들을 다수 발매한다.
주로 사용하는 악기는 기타로 오모이데하토바 PARA, PSYCHEDELIC JET SETS등 자신이 이끄는 팀도 다수 있다. 또 나침반이나 山本精一&THE PLAYGROUND에서는 보컬도 하고있다. 영화음악 작품도 있어서 "아드레날린 드라이브"(야구치 시노부 1999), "청부 살인자 1"(미이케 다카시 2001), "마인드 게임"(유아사 마사아키 2004), "도쿄 루프"(2006)등의 음악을 맡았다.
작가로도 활동중인데 여러 문예지 등에 수필, 소설을 실었다. 기타 매거진에 연재하던 글은 단행본으로 출간되기도 했다. 오사카시 나니와구의 라이브 하우스 '난바 베어즈'를 87년부터 계속 운영하고 있는 간사이 인디 씬의 주요 인물이다. 고교야구 관람, 만화, 사진, 그림, 골동품 수집 등 다양한 취미를 가지고 있다. 앨범 자켓의 사진도 자신이 찍기 시작했으며 정기적으로 미술전시회를 열고있다.

## 앨범 목록
- NOA（1998）
- NOA2（2001）
- Crown of Fuzzy Groove（2002）
- Nu Frequency（2003）
- なぞなぞ（2003）
- Baptism（2004）
- EVE（2005）
- TOKYO LOOP オリジナル・サウンドトラック（2006）
- PLAYGROUND（2010）
- PLAYGROUND Acoustic+（2011）
- ラプソディア（2011）
- カバー・アルバム第一集（2013）
- LIGHTS（2013）
- ファルセット（2014）
- 童謡（わざうた）（2015）

## 참여 팀
- 보어덤스 1986年 - 2001年まで参加。
- 오모이데하토바 想い出波止場
- 나침반 (밴드) 羅針盤
- ROVO
- 赤武士 : 1993년 결성, 하드코어 펑크 밴드. 사무라이 펑크 컨셉트로 앨범 제작.
- LIVE UNDER THE SKY : 1993년 결성. 퓨젼 밴드. 藤原弘明（Subvert Blaze）、岡野太。
- NOVO TONO : 94년 결성. 얼터너티브 팝 밴드. 앨범 한장 내고 활동 중지. 오토모 요시히데, Phew、江藤直子、西村雄介、植村昌弘。
- ya-to-i : 96년 결성. 팝 유닛. 여성보컬이 포함된 일렉트로 팝. 岡田徹（ムーンライダーズ）、伊藤俊二（サロン・キティ). 2013년에 새 앨범 발매.
- Guitoo : 97년 결성한 기타 듀오. 이펙트 가득한 트윈기타 연주. ブラボー小松。
- 山吉 SUN KICH : 노이즈 듀오. 요시다 타츠야
- CHAOS JOCKEY : 2000년 결성. 노이즈 밴드. 강렬한 노이즈 기타와 드럼. 茶谷雅之（MOST）。
- MOST : 2000년 결성. 펑크 밴드. 슬랩 해피 일본 공연의 오프닝때 함께 연주했다가 밴드로 확대. Phew、山本久土、西村雄介、茶谷雅之。
- PARA : 01년 결성. 연주곡 밴드. 수학적 구축성을 기초로 한 실내악적 그루브를 추구한다. 家口成樹（花電車）、YOSHITAKE EXPE（nutron）、西滝太（SUSOERIA）、千住宗臣（ウリチパン郡、DCPRG）
- 山本精一と不思議ロボット : OST를 위한 프로젝트. チャイナ、吉田正幸。
- 세계유산 : 요시다 타츠야, 나스노 미츠루, 카츠이 유지 (ROVO), 키도 나츠키
- ナンバジャズ : 즉흥 듀오. 요시가키 야스히로 (ROVO)
- 山本精一 & 애시드 마더즈 템플 : AMT와 오모이데하토바의 프로젝트
- 山本精一 & THE PLAYGROUND : 千住宗臣（Dr）、須原敬三（B）。
- TRANSPARENTZ : 2013년 결성. 노이즈 밴드. 日野繭子（C.C.C.C、DFH-M3）、HIKO（GAUZE）、isshee（共犯者、阿部怪異、Filth）